# آيت بن قسو (آيت موسى)
آيت بن قسو هو دُوَّار يقع بجماعة الحمام، إقليم خنيفرة، جهة بني ملال خنيفرة في المملكة المغربية. ينتمي الدوّار لمشيخة آيت موسى التي تضم 8 دواوير. يقدر عدد سكانه بـ 159 نسمة حسب الإحصاء الرسمي للسكان والسكنى لسنة 2004.

## وصلات خارجية
- البوابة الوطنية للجماعات الترابية
- المندوبية السامية للتخطيط